# Université AGH de Cracovie

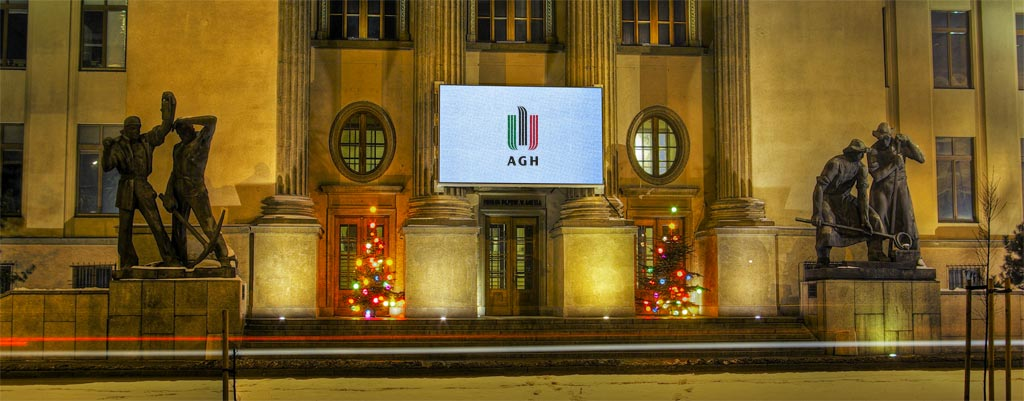
Le monument aux mineurs et aux métallurgistes devant le bâtiment A-0

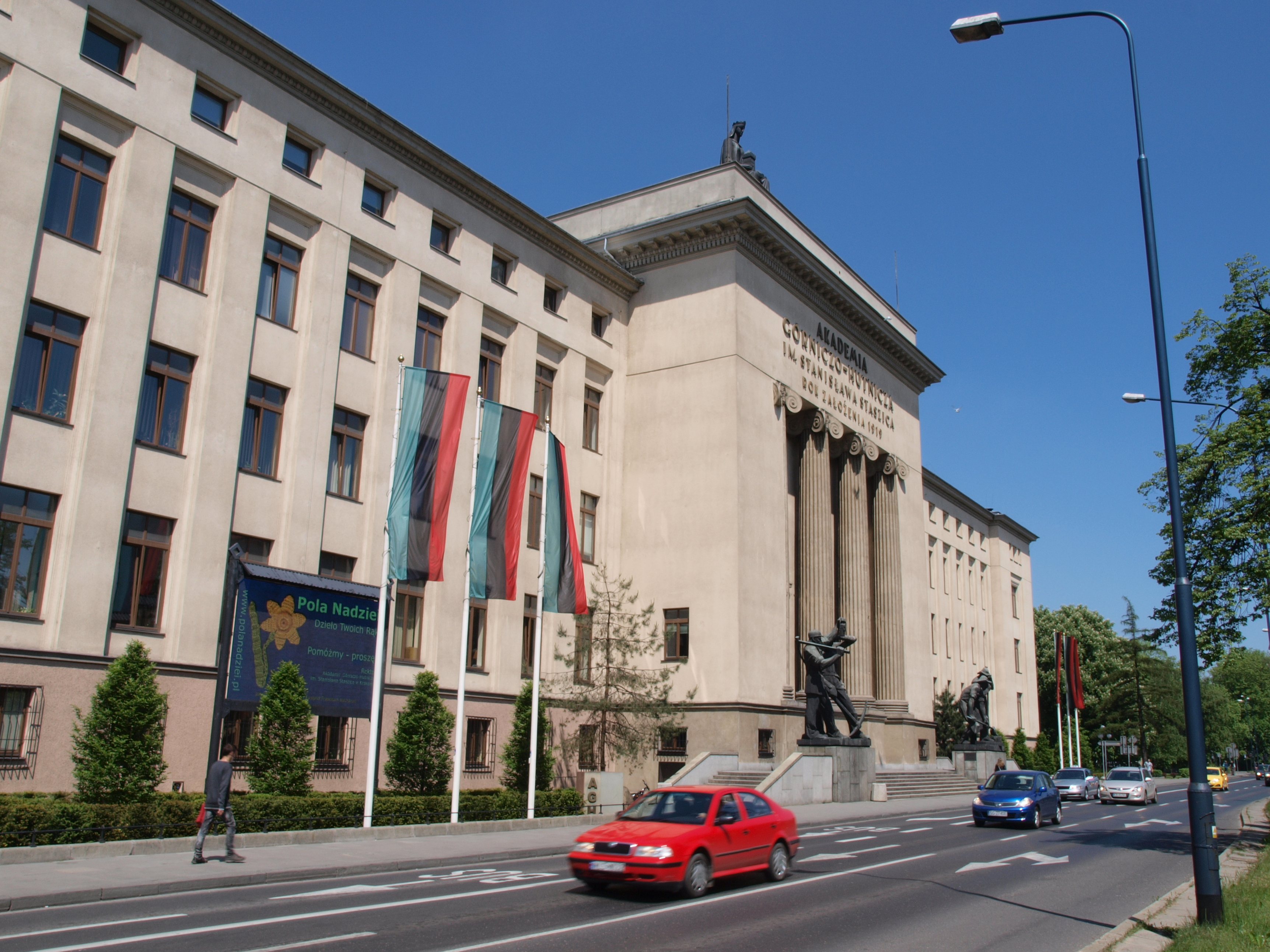
Façade d'un bâtiment du campus principal

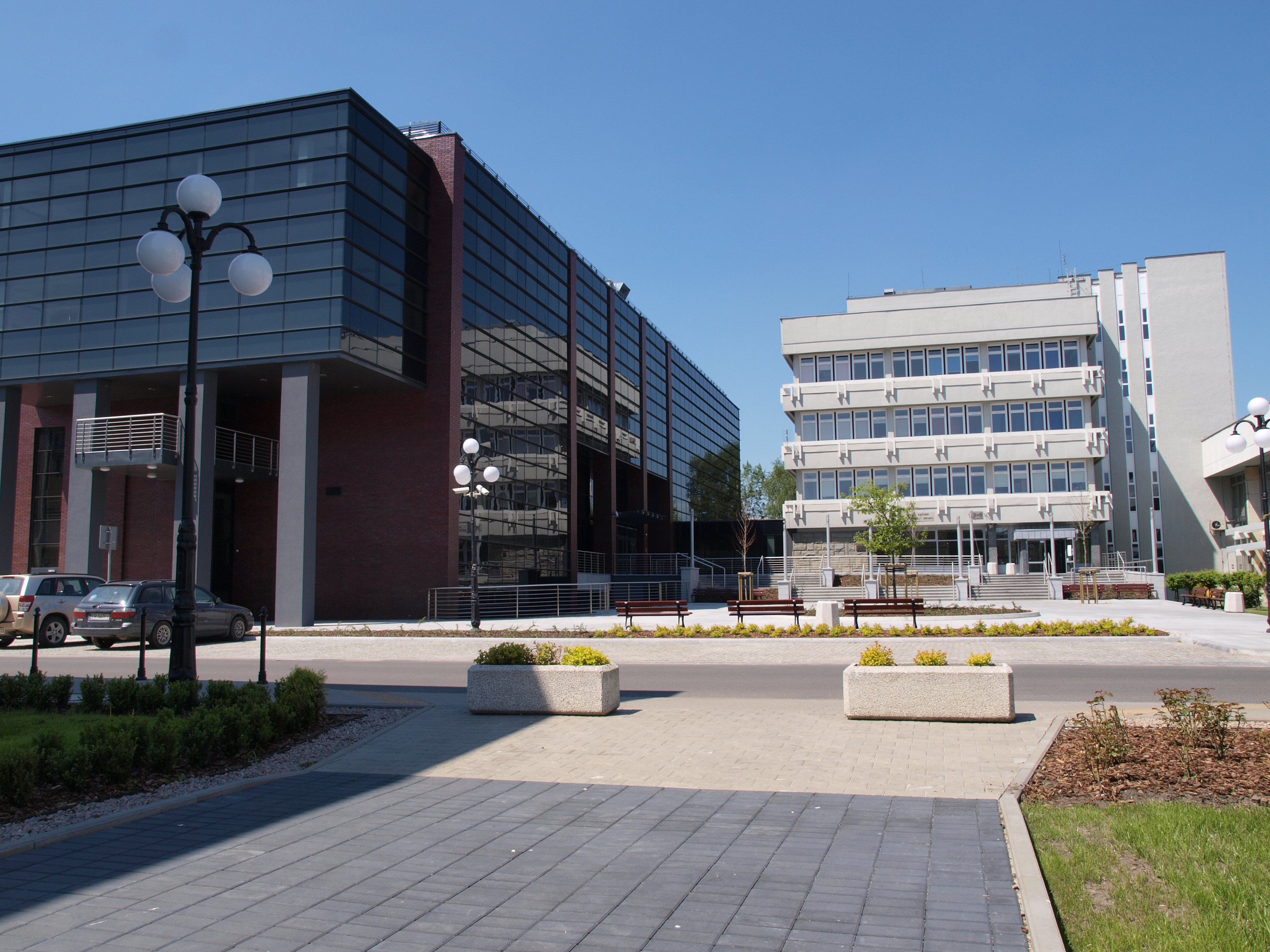
La faculté d'ingénierie des matériaux et des céramiques

Pour les articles homonymes, voir AGH.
Ne doit pas être confondu avec École polytechnique de Cracovie.
L'AGH université des sciences et technologies (nom officiel en français) ou École des mines et de la métallurgie de Cracovie (polonais : Akademia Górniczo-Hutnicza im. Stanisława Staszica w Krakowie, Académie des mines et de la métallurgie Stanisław Staszic de Cracovie) est un établissement d'enseignement supérieur et de recherche technique classé dans les meilleurs rangs de sa catégorie en Pologne,.
Elle a été créée le 8 avril 1919 par le gouvernement polonais, une première ouverture en 1914, prévue par décret impérial du 31 mai 1913, ayant été ajournée en raison de la guerre.

## Organisation
L'établissement est composé de seize facultés : 
- Faculté des mines et de géo-ingénierie Wydział Górnictwa i Geoinżynierii
- Faculté d'ingénierie des métaux et d'informatique industrielle Wydział Inżynierii Metali i Informatyki Przemysłowej
- Faculté de génie électrique, d'automatique, d'informatique et de génie biomédical Wydział Elektrotechniki, Automatyki, Informatyki i Inżynierii Biomedycznej Akademii Górniczo-Hutniczej w Krakowie (pl)
- Faculté d'informatique, d'électronique et de télécommunications Wydział Informatyki, Elektroniki i Telekomunikacji Akademii Górniczo-Hutniczej w Krakowie (pl)
- Faculté d'ingénierie mécanique et de robotique Wydział Inżynierii Mechanicznej i Robotyki (pl)
- Faculté de géologie, de géophysique et de protection de l'environnement Wydział Geologii, Geofizyki i Ochrony Środowiska
- Faculté de géodésie des mines et d'ingénierie de l'environnement Wydział Geodezji Górniczej i Inżynierii Środowiska
- Faculté d'ingénierie des matériaux et des céramiques Wydział Inżynierii Materiałowej i Ceramiki
- Faculté des fonderies Wydział Odlewnictwa
- Faculté des métaux non ferreux Wydział Metali Nieżelaznych
- Faculté des forages, du pétrole et du gaz Wydział Wiertnictwa, Nafty i Gazu
- Faculté de gestion Wydział Zarządzania
- Faculté d'énergie et des carburants Wydział Energetyki i Paliw
- Faculté de physique et d'informatique appliquée Wydział Fizyki i Informatyki Stosowanej
- Faculté de mathématiques appliquées Wydział Matematyki Stosowanej
- Faculté de sciences humaines Wydział Humanistyczny

## Liste des recteurs
- 1919-1922 Antoni Maria Emilian Hoborski
- 1922-1924 Jan Studniarski
- 1924-1926 Jan Krauze
- 1926-1928 Edmund Chromiński
- 1928-1930 Stanisław Skoczylas
- 1930-1931 Henryk Korwin-Krukowski
- 1931-1933 Zygmynt Saryusz-Bielski
- 1933-1939 Władysław Takliński
- 1939-1951 Walery Goetel
- 1951-1956 Zygmunt Kowalczyk
- 1956-1958 Witold Budryk
- 1958-1961 Feliks Olszak
- 1961-1963 Tadeusz Kochmański
- 1963-1969 Kiejstut Żemaitis
- 1969-1972 Jan Anioła
- 1972-1975 Roman Ney (pl)
- 1975-1979 Henryk Filcek (pl)
- 1979-1981 Roman Ney (pl)
- 1981-1987 Antoni Stanisław Kleczkowski (pl)
- 1987-1993 Jan Janowski (pl)
- 1993-1998 Mirosław Handke
- 1998-2005 Ryszard Tadeusiewicz (pl)
- 2005-2012 Antoni Tajduś (pl)
- 2012-2020 Tadeusz Słomka (pl)
- 2020- Jerzy Lis (pl)

## Personnalités liées
- Lidia Morawska (1952-), physicienne polono-australienne.